# شهرستان جنینه
شهرستان جنینه (به عربی: محلیة الجنینة) یک منطقهٔ مسکونی در سودان است که در دارفور غربی واقع شده‌است.